# The Immaculate Collection
The Immaculate Collection är det första greatest hits-albumet av den amerikanska popartisten Madonna, utgivet den 9 november 1990 på Sire Records. Det innehåller nya remixer av femton av Madonnas hitsinglar från 1983 till 1990, såväl som två nya låtar; "Justify My Love" och "Rescue Me". Albumtiteln är en lös ordlek av Immaculata conceptio, en katolsk lära om att Jungfru Maria varit fri från arvsynd från sin första tillblivelse. Det är det första albumet någonsin på vilket ljudtekniken QSound användes.
Musikmagasinet Blender rankade albumet som nummer ett på deras lista "100 Greatest American Albums of All Time".

## Låtlista
1. Holiday
2. Lucky Star
3. Borderline
4. Like a Virgin
5. Material Girl
6. Crazy For You
7. Into The Groove
8. Live To Tell
9. Papa Don't Preach
10. Open Your Heart
11. La Isla Bonita
12. Like A Prayer
13. Express Yourself
14. Cherish
15. Vogue
16. Justify My Love
17. Rescue Me

## Listplaceringar
| Lista (1990-1995)  | Topplacering |
| ------------------ | ------------ |
| Australien         | 1            |
| Belgien (Flandern) | 33           |
| Danmark            | 31           |
| Finland            | 6            |
| Nederländerna      | 10           |
| Norge              | 14           |
| Nya Zeeland        | 3            |
| Schweiz            | 3            |
| Spanien            | 35           |
| Sverige            | 8            |
| Österrike          | 6            |

### Fotnoter
1. ↑  Erlewine, Stephen Thomas. "The Immaculate Collection – Madonna". Allmusic. Rovi Corporation. Läst 14 september 2013.
2. ↑  "QSound Chronology". Qsound.com. Läst 2012-01-11.
3. ↑  "100 Greatest American Albums of All Time" Arkiverad 12 november 2010 hämtat från the Wayback Machine.. Blender. Läst 2010-11-22.
4. ↑  ”Listplacering”. http://australian-charts.com/showitem.asp?interpret=Madonna&titel=The+Immaculate+Collection&cat=a. Läst 24 maj 2011.
5. ↑  ”Listplacering”. http://www.ultratop.be/nl/showitem.asp?interpret=Madonna&titel=The+Immaculate+Collection&cat=a. Läst 24 maj 2011.
6. ↑  ”Listplacering”. Arkiverad från originalet den 14 september 2011. https://web.archive.org/web/20110914141120/http://danishcharts.com/showitem.asp?interpret=Madonna&titel=The+Immaculate+Collection&cat=a. Läst 24 maj 2011.
7. ↑  ”Listplacering”. http://finnishcharts.com/showitem.asp?interpret=Madonna&titel=The+Immaculate+Collection&cat=a. Läst 24 maj 2011.
8. ↑  ”Listplacering”. http://dutchcharts.nl/showitem.asp?interpret=Madonna&titel=The+Immaculate+Collection&cat=a. Läst 24 maj 2011.
9. ↑  ”Listplacering”. http://norwegiancharts.com/showitem.asp?interpret=Madonna&titel=The+Immaculate+Collection&cat=a. Läst 24 maj 2011.
10. ↑  ”Listplacering”. Arkiverad från originalet den 6 mars 2012. https://web.archive.org/web/20120306045939/http://charts.org.nz/showitem.asp?interpret=Madonna&titel=The+Immaculate+Collection&cat=a. Läst 24 maj 2011.
11. ↑  ”Listplacering”. http://hitparade.ch/showitem.asp?interpret=Madonna&titel=The+Immaculate+Collection&cat=a. Läst 24 maj 2011.
12. ↑  ”Listplacering”. http://spanishcharts.com/showitem.asp?interpret=Madonna&titel=The+Immaculate+Collection&cat=a. Läst 24 maj 2011.
13. ↑  ”Listplacering”. http://swedishcharts.com/showitem.asp?interpret=Madonna&titel=The+Immaculate+Collection&cat=a. Läst 24 maj 2011.
14. ↑  ”Listplacering”. http://austriancharts.at/showitem.asp?interpret=Madonna&titel=The+Immaculate+Collection&cat=a. Läst 24 maj 2011.